# إيليجي
إيليجي (مسرحية) هي مسرحية بريطانية حدثت عام 2016 من تأليف نيك باين.
عرضت شركة إيليجي إنتاجها العالمي الأول في دونمر ويرهاوس الواقع في لندن خلال ليلة الافتتاح الرسمية في السابع والعشرين من نيسان لعام 2016، بعد العروض التجريبية التي بدأت في 21 نيسان. واختتم عرضها المحدود في 18 حزيران 2016. أخرج جوزي رورك هذا الإنتاج ، الذي قام بدور بطولته زوي واناماكر في دور لورنا، ومثلت باربرا فلين دور كاري و نينا سوسانيا قد قامت بدور ميريام.
و تم ترشيح المسرحية لجائزة لورنس أوليفر لأفضل مسرحية حديثة لعام 2017.

## الحبكة
في المستقبل القريب تؤدي التطورات الجذرية وغير المسبوقة في العلوم الطبية إلى إمكانية زيادة وإطالة العمر. حيث تخضع لورنا لعملية جراحية للقضاء على مرض في المخ. وبالرغم من ذلك ، تفقد لورنا ذاكرتها ولا تتعرف على شريكها كاري عندما يلتقيان بعد 20 عامًا. وبالعودة إلى ذكريات الماضي، يتم مشاهدة كليهما أثناء علاقتهما. وتكون مشاعر الطبيبة ميريام المعالجة للورنا متضاربة بشأن العلاج.

## الإستقبال النقدي
قال الناقد الأدبي في صحيفة الجارديان بأن: "باين يحقق في العواقب الأخلاقية للتقدم العلمي. في أكثر حالاته إثارة ، وأن المسرحية تطرح سؤالًا عما إذا كان الحب مثل الإيمان الديني وهو حالة ذهنية واعية يمكن القضاء عليها: الكثير من المعاناة في المسرحية نجمت عن عدم اكتراث لورنا بعد العملية إلى كاري المخلص. وفي حين أن المسرحية تعرض قضايا كبيرة مثل ما إذا كان التقدم الطبي يضعف مفهوم الهوية الثابتة، لكنها تعمل لأننا نهتم بالناس بشدة.
واختتم الناقد الأدبي في صحيفة الإنديبندنت بالقول: "كما هو الحال دائمًا مع باين، تبدو البنية موسيقيًة - وهو انطباع تم تضخيمه هنا مع مقتطفات متكررة من الشعر الرثائي لدوغلاس دن وكريستوفر ريد وبالرمز المدبب للتصميم. هناك شجرة بلوط ميتة وممزقة بالبرق ويغمرها الضباب بشكل دوري موضوعة في علبة زجاجية. لا تلجأ أبدًا إلى العاطفة أو الميلودراما، فهذه المسرحية مرهقة من الناحية العاطفية ولكنها مؤثرة للغاية وكل هذا في غضون 75 دقيقة.